# The Oregon Duck

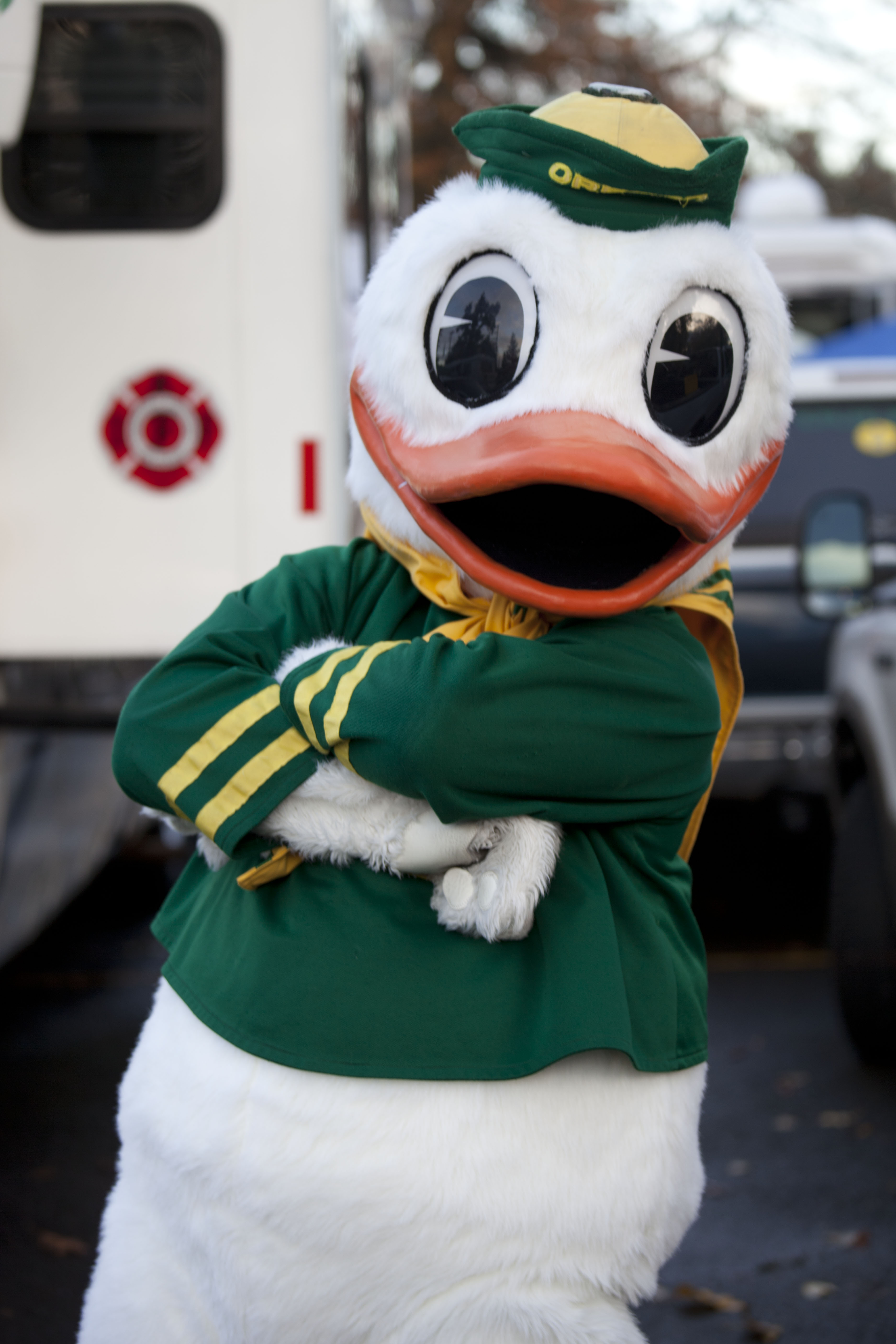
2011-ben

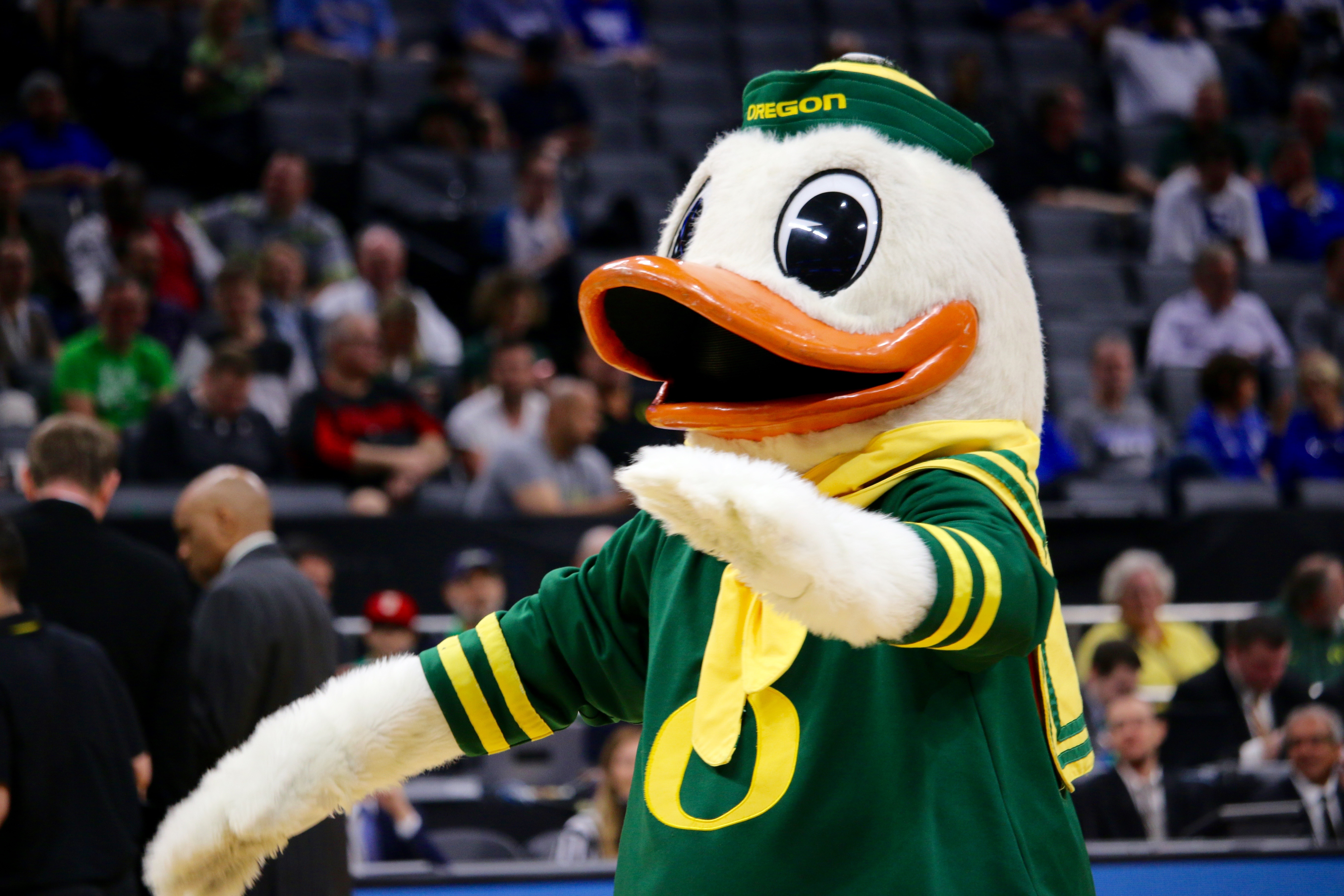
2017-ben

The Oregon Duck az Oregoni Egyetem sportegyesülete, az Oregon Ducks Donald kacsa alakját felöltő kabalája. Ruházata és sapkája zöld-sárga.

## Az első kabalák
A sportegyesület az 1890-es évektől a Webfoots nevet viselte, amely eredetileg az amerikai függetlenségi háborúban harcoló massachusettsi halászokra utalt, de a 19. században a Willamette-völgybe érkező leszármazottjaikra is használták. Az 1926-ban kiírt névpályázaton a Webfoots nevet a The Oregonian sportszerkesztője, L. H. Gregory javasolta, és 1932-ben vált hivatalossá.
Az 1920-as évektől élő kacsák voltak a kabalák, a mérkőzéseken pedig feltűnt a Puddles nevű kacsa; és újságírók is a „Duck” becenevet használták; az 1940-es években Walt Disney és Leo Harris atlétikai igazgató megállapodását követően Donald kacsa lett a kabala. Az 1970-es évekig mindkét becenevet használták.
1978-ban egy képregényrajzoló hallgató új kacsát tervezett, de azt 2–1 arányban leszavazták, és ezzel a kabalát hivatalosnak vélték.

## Megállapodás a Disney-vel
Az 1940-es évektől a Puddlest ábrázoló rajzok Donald kacsára kezdtek hasonlítani. 1947-ben ez Walt Disney tudomására jutott; barátja, Leo Harris atlétikai igazgató meggyőzte, hogy engedélyezze a használatát. A szóbeli megállapodást az 1970-es években a Disney ügyvédei megkérdőjelezték, azonban az egyetem bemutatott egy fotót, amin Disney és Harris a kacsát ábrázoló kabátban szerepel. Az 1973-ban aláírt szerződés szerint a vállalat dönt a kabala használati helyéről, valamint gondoskodnak róla, hogy a jelmezt felöltő személy „megfelelően képviselje Donald kacsa szerepét”.
2010-ben a Disney engedélyezte, hogy a kabala a sporteseményeken kívül (például jelmezversenyeken) is szerepeljen, a grafikai ábrázolások (például rajzokat) azonban továbbra is jogi védelem alatt állnak.

## Vitás ügyek
A 2007-es szezon nyitómérkőzésén a pontszerzést követő fekvőtámaszok állítólagos utánzása miatt a kabala összeverekedett Shastával, a Houston Cougars kabalájával, ezért a következő mérkőzéstől eltiltották, a jelmezt viselő hallgató pedig ismeretlen büntetést kapott.
A 2009-es szezon végén az egyetem a YouTube-on közzétette az I Love My Ducks című videót, amit a Disney eltávolíttatott. A videó népszerű lett és Chip Kelly amerikaifutball-edző kérte, hogy a szezon utolsó mérkőzésén (Civil War) játsszák le.

## Mandrake kacsa
A 2002–2003-as sporteseményeken feltűnt a Nike által tervezett műszálas ruházatú, a hallgatók által csak Duck Vadernek és Roboducknak becézett Mandrake kacsa.

## Fordítás
- Ez a szócikk részben vagy egészben  a   The Oregon Duck című angol Wikipédia-szócikk ezen változatának fordításán alapul.  Az eredeti cikk szerkesztőit annak laptörténete sorolja fel. Ez a jelzés csupán a megfogalmazás eredetét és a szerzői jogokat jelzi, nem szolgál a cikkben szereplő információk forrásmegjelöléseként.